# Urdaneta (Pangasinan)
Urdaneta è una città componente delle Filippine, situata nella Provincia di Pangasinan, nella Regione di Ilocos.
Urdaneta è formata da 34 baranggay:
- Anonas
- Bactad East
- Bayaoas
- Bolaoen
- Cabaruan
- Cabuloan
- Camanang
- Camantiles
- Casantaan
- Catablan
- Cayambanan
- Consolacion
- Dilan Paurido
- Dr. Pedro T. Orata (Bactad Proper)
- Labit Proper
- Labit West
- Mabanogbog

- Macalong
- Nancalobasaan
- Nancamaliran East
- Nancamaliran West
- Nancayasan
- Oltama
- Palina East
- Palina West
- Pinmaludpod
- Poblacion
- San Jose
- San Vicente
- Santa Lucia
- Santo Domingo
- Sugcong
- Tipuso
- Tulong